# Hofstetter (Familie)
Hofstetter ist ein Schweizer Familienname, der in den Kantonen Appenzell Ausserrhoden, Bern, Luzern, St. Gallen, Solothurn und Zürich alteingesessen ist, das heisst dort schon vor 1800 das Bürgerrecht besass.

## Appenzellische Hofstetter
Bedeutende appenzellische Namensträger sind die Hofstetter von Gais, die eine bekannte Garnhändler- und Politikerfamilie waren.
Urkundlich wurden die Hofstetter erstmals im Jahr 1409 auf dem Hof Rietli bei Gais erwähnt. Sie nahmen in der Politik Appenzell Ausserrhodens von circa 1865 bis 1954 eine führende Stellung ein. Innerhalb dreier Generationen stellten sie vier Regierungsräte, darunter einen Landammann und zwei Nationalräte.
Die Basis zum Erfolg legten die aus dem ländlichen Webfabrikantenmilieu stammenden Brüder Daniel Hofstetter und Johannes Hofstetter (1832–1908) in den 1860er Jahren mit dem Einstieg in den Baumwollgarn-Handel. Die zwei Folgegenerationen von Daniel Hofstetter führten das väterliche Handelsunternehmen als Familienbetrieb bis 1926 weiter. Die Nachkommen von Johannes Hofstetter machten als Juristen, Verwaltungsräte und Politiker Karriere.